# Señorío de Hazart
El señorío Hazart fue un señorío feudal de los cruzados en los siglos XII y XIII que inicialmente pertenecía al condado de Edesa y luego al principado de Antioquía.
La capital del señorío era la actual ciudad de Azaz, en la gobernación de Alepo en Siria, que los cruzados llamaban Hazart. En la antigua colina de Azaz los cruzados erigieron un castillo. La ciudadela, que previamente había estado en esa colina, se había derrumbado en un terremoto el 29 de noviembre de 1115.
El señorío fue establecido por el conde Joscelino I de Edesa, quien había conquistado Azaz en 1118. La ciudad había estado anteriormente en poder del gobernante turco (atabeg) Ilghazi de Alepo, pero no pudo levantar el sitio de los cruzados. En 1120, Hazart fue asediado por Ilghazi, quien, sin embargo, ante la llegada de Joscelino con un ejército de apoyo, tuvo que retirarse. Otro asedio de los turcos selyúcidas en 1125 fue una victoria para los cruzados en la batalla de Azaz. Después de la caída de Edesa en 1144, el señorío estuvo bajo la soberanía del principado de Antioquía. Entre 1188 y 1194 Hazart parece haber sido ocupado por Saladino. El señorío fue finalmente conquistado hacia 1267 por los mamelucos bajo el sultán Baibars I.

## Señores de Hazart
- Tancredo de Hazart (fallecido después de 1170)
- Pedro I de Hazart (fallecido después de 1195)
- Guillermo de Hazart (fallecido después de 1219)
- Pedro II de Hazart (fallecido después de 1263)